# خواهران ماکیئوکا (فیلم)
خواهران ماکیئوکا (به ژاپنی: 細雪, Sasame-yuki)، معنای تحت‌الفظی «برف سبک» یک فیلم درام ۱۹۸۳ به کارگردانی کن ایچیکاوا بر اساس رمان سریال خواهران ماکیئوکا به همین نام از جون‌ایچیرو تانیزاکی است. در این فیلم سبک زندگی قبل از جنگِ خانواده ثروتمند ماکیئوکا از اوساکا را به موازات فصول ژاپن به تصویر کشیده شده‌است.